# 江北区 (重慶市)
江北区（こうほくく）は中華人民共和国重慶市に位置する市轄区。

## 歴史
明代は重慶府巴県江北里、江北鎮とされた。1745年（乾隆19年）、清朝により重慶府直轄の江北庁に改編された。
1913年、中華民国により江北県に改編され、1933年の重慶市域の策定の際に重慶市の管轄となった。中華人民共和国が成立すると区域は第九、第十、第十六区に分割され、1950年6月に第九、第十区が合併し第二区に、第十六区は第七区に改編され、1952年に第七区が第二区に吸収され、1955年10月に江北区と改称され現在に至る。

## 行政区画
下部に9街道、3鎮を管轄する。
- 街道
  - 寸灘街道、華新街街道、江北城街道、石馬河街道、大石壩街道、観音橋街道、五里店街道、郭家沱街道、鉄山坪街道
- 鎮
  - 魚嘴鎮、復盛鎮、五宝鎮

## 交通

### 鉄道
- 渝万都市間鉄道（鄭渝高速鉄道（中国語版））、渝利線
  - 復盛駅
- 重慶軌道交通
  - 3号線
  - 4号線
  - 5号線
  - 6号線
  - 9号線
  - 10号線
  - 環状線

### 道路
- 高速道路
  -  滬渝高速道路（中国語版）
  -  包茂高速道路
  -  蘭海高速道路
  -  重慶環状高速道路（中国語版）
  -  渝長複線高速道路

## 観光・ホテル
- ハイアットリージェンシー重慶（重慶富力凱悦酒店）
- エアチャイナホテル重慶（重慶国航飯店（元:和府飯店））
- ダブルツリー重慶（重庆观音桥希尔顿逸林酒店）

## 健康・医療・衛生
- 重慶市紅十字会医院（江北区人民医院）
- 江北区中医院
- 江北区婦幼保健和計画生育服務中心
- 解放軍九五八医院
- 重慶三博長安医院
- 望江医院
- 重慶騎士医院
- 重慶北安医院
- 重慶三博江陵医院
- 重慶市精神衛生中心

## 友好都市
- アメリカ：ネバダ州 ノースラスベガス (ネバダ州)